# Потапенко, Иван Павлович
Иван Павлович Потапенко (1885—?) — виноградарь, учёный в области селекции винограда.

## Общая информация
И.П. Потапенко упоминается как один из особенно выдающихся селекционеров и "... прославился как выдающийся опытник..." в области виноградарства, чья работа была признана лично И.В. Мичуриным . Конкретно известен за работу над гибридизацией северных сортов винограда (V. amurensis Rupr.)
Труды Потапенко, обоснованные научной теорией его учителя [И.В. Мичурина] дали замечательные результаты. Уже сформировалось несколько северных сортов, по своим качествам далеко оставивших позади "Северный белый" и не уступающих прославленным южным сортам. Это прежде всего "Черный сладкий", "Розовый" и "Сеянец маленгра". С заслуженной гордостью показывает Потапенко лучший свой сорт - "Гибридный номер семь": обильные гроздья черных ягод великолепного мускатного вкуса, вызревающие раньше, чем на юге." .
Получив местную известность после 1934 его лично пригласил Мичурин работать на одной из его станций, куда уже ранее был приглашен его сын, известный агробиолог Я.И. Потапенко .

## Семья
- Жена — Потапенко (Зосименко), Евдокия Борисовна (?—?).
  - Сын — Потапенко, Яков Иванович (1904—1975), селекционер винограда.
  - Сын — Потапенко, Георгий Иванович (?—?).
  - Сын — Потапенко, Павел Иванович (?—?).
  - Сын — Потапенко, Василий Иванович (?—?).
  - Сын — Потапенко, Александр Иванович (1922—2010), селекционер винограда.